# Élections cantonales de 1871 en Ille-et-Vilaine
Les élections cantonales françaises de 1871 ont eu lieu les 8 et 15 octobre 1871.

## Conseil général sortant
| Parti                                          | Sigle   | Élus |
| ---------------------------------------------- | ------- | ---- |
| Impérialistes (23 sièges)                      |         |      |
| Bonapartiste                                   | Bonap.  | 23   |
| Monarchistes (14 sièges)                       |         |      |
| Légitimistes                                   | Légit.  | 12   |
| Orléaniste                                     | Orléa.  | 2    |
| Républicains (4 sièges)                        |         |      |
| Républicain modéré                             | Rép mod | 4    |
| Président du conseil général                   |         |      |
| Armand Gaultier de La Guistière (Bonapartiste) |         |      |

## Conseil général élu
| Parti                                      | Sigle  | Élus |
| ------------------------------------------ | ------ | ---- |
| Monarchistes (18 sièges)                   |        |      |
| Légitimistes                               | Légit. | 16   |
| Orléaniste                                 | Orléa. | 2    |
| Républicains (17 sièges)                   |        |      |
| Républicain modéré                         | Rép    | 17   |
| Impérialistes (8 sièges)                   |        |      |
| Bonapartiste                               | Bonap. | 8    |
| Président du conseil général               |        |      |
| Félix Martin-Feuillée (Républicain modéré) |        |      |

## Résultats pour le conseil général

### Arrondissement de Rennes

#### Canton de Rennes-Nord-Est
|          | Joseph Gralland       | Républicain modéré | 1 316 | 57,95 |  |  |  |
|          | Emmanuel Pontgérard * | Bonapartiste       | 840   | 36,99 |  |  |  |
|          |                       |                    |       |       |  |  |  |
| Inscrits | Inscrits              | Inscrits           | 5 161 |       |  |  |  |
| Votants  | Votants               | Votants            | 2 271 | 44,00 |  |  |  |
| Exprimés |                       |                    |       |       |  |  |  |

*sortant

#### Canton de Rennes-Nord-Ouest
|          | Eugène Pinault * | Centre gauche      | 1 619 | 65,81 |  |  |  |
|          | Achille Jouaust  | Républicain modéré | 691   | 28,09 |  |  |  |
|          |                  |                    |       |       |  |  |  |
| Inscrits | Inscrits         | Inscrits           | 5 493 |       |  |  |  |
| Votants  | Votants          | Votants            | 2 460 | 44,78 |  |  |  |
| Exprimés |                  |                    |       |       |  |  |  |

*sortant

#### Canton de Rennes-Sud-Est
|          | Edmond d'Aubrée  | Bonapartiste (*)   | 1 375 | 59,94 |  |  |  |
|          | Louis Foucqueron | Républicain modéré | 841   | 36,66 |  |  |  |
|          |                  |                    |       |       |  |  |  |
| Inscrits | Inscrits         | Inscrits           | 4 577 |       |  |  |  |
| Votants  | Votants          | Votants            | 2 294 | 50,12 |  |  |  |
| Exprimés |                  |                    |       |       |  |  |  |

*sortant

#### Canton de Rennes-Sud-Ouest
|          | Armand de la Durantais * | Bonapartiste       | 1 518 | 61,19 |  |  |  |
|          | Louis Pitois             | Républicain modéré | 871   | 35,11 |  |  |  |
|          |                          |                    |       |       |  |  |  |
| Inscrits | Inscrits                 | Inscrits           | 4 704 |       |  |  |  |
| Votants  | Votants                  | Votants            | 2 481 | 52,74 |  |  |  |
| Exprimés |                          |                    |       |       |  |  |  |

*sortant

#### Canton de Châteaugiron
|          | Félix Martin-Feuillée * | Républicain modéré | 1 352 | 71,65 |  |  |  |
|          | Théodore Gaudiche       | Bonapartiste       | 467   | 24,75 |  |  |  |
|          |                         |                    |       |       |  |  |  |
| Inscrits | Inscrits                | Inscrits           | 2 819 |       |  |  |  |
| Votants  | Votants                 | Votants            | 1 887 | 66,94 |  |  |  |
| Exprimés |                         |                    |       |       |  |  |  |

*sortant

#### Canton de Hédé
|          | Édouard Malot * | Républicain modéré | 1 196 | 93,58 |  |  |  |
|          | Raphaël Denis   | Bonapartiste       | 70    | 5,48  |  |  |  |
|          |                 |                    |       |       |  |  |  |
| Inscrits | Inscrits        | Inscrits           | 2 689 |       |  |  |  |
| Votants  | Votants         | Votants            | 1 278 | 47,53 |  |  |  |
| Exprimés |                 |                    |       |       |  |  |  |

*sortant

#### Canton de Janzé
|          | Jules Roul de la Hellière * | Bonapartiste | 1 896 | 96,69 |  |  |  |
|          |                             |              |       |       |  |  |  |
| Inscrits | Inscrits                    | Inscrits     | 3 568 |       |  |  |  |
| Votants  | Votants                     | Votants      | 1 961 | 54,96 |  |  |  |
| Exprimés |                             |              |       |       |  |  |  |

*sortant

#### Canton de Liffré
|          | François-Julien Lefas * | Républicain modéré | 1 415 | 71,96 |  |  |  |
|          | Charles Gougeon         | Légitimiste        | 501   | 25,44 |  |  |  |
|          |                         |                    |       |       |  |  |  |
| Inscrits | Inscrits                | Inscrits           | 3 038 |       |  |  |  |
| Votants  | Votants                 | Votants            | 1 969 | 64,81 |  |  |  |
| Exprimés |                         |                    |       |       |  |  |  |

*sortant

#### Canton de Mordelles
François Veillard (Bonapartiste) élu depuis 1867 ne se représente pas.
|          | Alphonse Marçais-Martin         | Républicain modéré | 663   | 60,66  |  |  |  |
|          | Armand Gaultier de La Guistière | Tiers-P *          | 400   | 36,60  |  |  |  |
|          |                                 |                    |       |        |  |  |  |
| Inscrits | Inscrits                        | Inscrits           | 1 868 |        |  |  |  |
| Votants  | Votants                         | Votants            | 1 093 | 58,511 |  |  |  |
| Exprimés |                                 |                    |       |        |  |  |  |

*sortant

#### Canton de Saint-Aubin-d'Aubigné
|          | Eugène Courtois * | Républicain modéré | 2 522 | 97,60 |  |  |  |
|          |                   |                    |       |       |  |  |  |
| Inscrits | Inscrits          | Inscrits           | 4 161 |       |  |  |  |
| Votants  | Votants           | Votants            | 2 576 | 61,91 |  |  |  |
| Exprimés |                   |                    |       |       |  |  |  |

*sortant

### Arrondissement de Saint-Malo

#### Canton de Saint-Malo
Victor Bossinot de Pomphily (Bonapartiste), élu depuis 1861 ne se représente pas.
|          | Charles Pierre Rouxin * | Bonapartiste       | 989   | 69,89 |  |  |  |
|          | Auguste Picot           | Républicain modéré | 303   | 21,41 |  |  |  |
|          |                         |                    |       |       |  |  |  |
| Inscrits | Inscrits                | Inscrits           | 2 848 |       |  |  |  |
| Votants  | Votants                 | Votants            | 1 415 | 49,68 |  |  |  |
| Exprimés |                         |                    |       |       |  |  |  |

*sortant

#### Canton de Cancale
- Charles Pierre Rouxin (Bonapartiste) élu depuis 1851 se représente dans le canton de Saint-Malo.

| Candidats | Candidats        | Étiquette          | Premier tour | Premier tour | Ballotage | Ballotage |  |
| Candidats | Candidats        | Étiquette          | Voix         | %            | Voix      | %         |  |
| --------- | ---------------- | ------------------ | ------------ | ------------ | --------- | --------- |  |
|           | Prudent Fortin   | Républicain modéré | 1 043        | 41,97        | 1 421     | 51,39     |  |
|           | Paul de Lorgeril | Légitimiste        | 1 068        | 42,98        | 1 311     | 47,41     |  |
|           | Auguste Jausions | Légitimiste        | 202          | 8,15         |           |           |  |
|           |                  |                    |              |              |           |           |  |
| Inscrits  | Inscrits         | Inscrits           | 4 271        |              | 4 271     |           |  |
| Votants   | Votants          | Votants            | 2 485        | 58,18        | 2 765     | 64,74     |  |
| Exprimés  |                  |                    |              |              |           |           |  |

*sortant

#### Canton de Chateauneuf-d'Ille-et-Vilaine
|          | Mathurin Guibert (fils) * | Légitimiste        | 1 244 | 52,25 |  |  |  |
|          | Auguste Hovius            | Républicain modéré | 949   | 39,86 |  |  |  |
|          |                           |                    |       |       |  |  |  |
| Inscrits | Inscrits                  | Inscrits           | 3 373 |       |  |  |  |
| Votants  | Votants                   | Votants            | 2 381 | 70,59 |  |  |  |
| Exprimés |                           |                    |       |       |  |  |  |

*sortant

#### Canton de Combourg
|           | Louis Geoffroy de Chateaubriand * | Légitimiste        | 1 472 | 66,31  |  |  |  |
|           | Charles Lessard                   | Républicain modéré | 746   | 33,60  |  |  |  |
|           |                                   |                    |       |        |  |  |  |
| Inscrits  | Inscrits                          | Inscrits           | 4 435 | 100,00 |  |  |  |
| Votants   | Votants                           | Votants            | 2 220 | 50,06  |  |  |  |
| Exprimés  | Exprimés                          | Exprimés           | 2 218 | 50,01  |  |  |  |
| * Sortant |                                   |                    |       |        |  |  |  |

#### Canton de Dol-de-Bretagne
Émile Bernard (Bonapartiste) élu depuis 1836 ne se représente pas.
|          | François Deminiac (fils) * | Bonapartiste | 2 448 | 98,63 |  |  |  |
|          |                            |              |       |       |  |  |  |
| Inscrits | Inscrits                   | Inscrits     | 4 530 |       |  |  |  |
| Votants  | Votants                    | Votants      | 2 482 | 54,79 |  |  |  |
| Exprimés |                            |              |       |       |  |  |  |

*sortant

#### Canton de Pleine-Fougères
- Napoléon Mortier de Trévise (Bonapartiste) élu depuis 1867 est mort en décembre 1869 et n'a pas été remplacé.

|          | François Brune | Républicain modéré | 1 932 | 74,05 |  |  |  |
|          | Gilles Ganier  | Légitimiste        | 672   | 25,76 |  |  |  |
|          |                |                    |       |       |  |  |  |
| Inscrits | Inscrits       | Inscrits           | 4 315 |       |  |  |  |
| Votants  | Votants        | Votants            | 2 609 | 60,46 |  |  |  |
| Exprimés |                |                    |       |       |  |  |  |

*sortant

#### Canton de Dinard
|          | Émile Buot *                             | Républicain modéré | 976   | 53,57 |  |  |  |
|          | Jean-Baptiste Brindejonc des Moulinais * | Légitimiste        | 748   | 41,05 |  |  |  |
|          |                                          |                    |       |       |  |  |  |
| Inscrits | Inscrits                                 | Inscrits           | 3 287 |       |  |  |  |
| Votants  | Votants                                  | Votants            | 1 822 | 55,43 |  |  |  |
| Exprimés |                                          |                    |       |       |  |  |  |

*sortant

#### Canton de Saint-Servan
- Paul Pointel (Bonapartiste) élu depuis 1867 ne se représente pas.

|          | François-Marie Le Pomellec | Centre gauche | 1 383 | 66,72 |  |  |  |
|          | Mr Dufrayer                | Légitimiste   | 634   | 30,58 |  |  |  |
|          |                            |               |       |       |  |  |  |
| Inscrits | Inscrits                   | Inscrits      | 3 863 |       |  |  |  |
| Votants  | Votants                    | Votants       | 2 073 | 53,66 |  |  |  |
| Exprimés |                            |               |       |       |  |  |  |

*sortant

#### Canton de Tinténiac
|          | Eugène Durand               | Républicain modéré | 1 276 | 57,45 |  |  |  |
|          | Charles-Marie de Lorgeril * | Légitimiste        | 918   | 41,33 |  |  |  |
|          |                             |                    |       |       |  |  |  |
| Inscrits | Inscrits                    | Inscrits           | 3 009 |       |  |  |  |
| Votants  | Votants                     | Votants            | 2 221 | 73,81 |  |  |  |
| Exprimés |                             |                    |       |       |  |  |  |

*sortant

### Arrondissement de Fougères

#### Canton de Fougères-Sud
|          | Charles Debordes de Chalandrey | Bonapartiste  | 1 551 | 88,03 |  |  |  |
|          | Hyacinthe Méaulle              | Centre gauche | 111   | 6,30  |  |  |  |
|          |                                |               |       |       |  |  |  |
| Inscrits | Inscrits                       | Inscrits      | 3 225 |       |  |  |  |
| Votants  | Votants                        | Votants       | 1 762 | 54,64 |  |  |  |
| Exprimés |                                |               |       |       |  |  |  |

*sortant

#### Canton de Fougères-Nord
Joseph Couyer de La Chesnardière (Bonapartiste) élu depuis 1861 ne se représente pas.
|          | Pierre-Marie Frain de La Villegontier | Légitimiste   | 1 586 | 56,70 |  |  |  |
|          | Hyacinthe du Pontavice de Heussey     | Bonapartiste  | 712   | 25,46 |  |  |  |
|          | Hyacinthe Méaulle                     | Centre gauche | 429   | 15,35 |  |  |  |
|          |                                       |               |       |       |  |  |  |
| Inscrits | Inscrits                              | Inscrits      | 3 792 |       |  |  |  |
| Votants  | Votants                               | Votants       | 2 797 | 73,76 |  |  |  |
| Exprimés |                                       |               |       |       |  |  |  |

*sortant

#### Canton d'Antrain
- Charles Baron (Bonapartiste) élu depuis 1865 ne se représente pas.

| Candidats | Candidats               | Étiquette          | Premier tour | Premier tour | Ballotage | Ballotage |  |
| Candidats | Candidats               | Étiquette          | Voix         | %            | Voix      | %         |  |
| --------- | ----------------------- | ------------------ | ------------ | ------------ | --------- | --------- |  |
|           | Marie-Joseph Delafosse  | Légitimiste        | 1 070        | 34,99        | 1 441     | 43,67     |  |
|           | Pierre Albert de Dalmas | Bonapartiste       | 974          | 31,95        |           |           |  |
|           | François de Guiton      | Légitimiste        | 832          | 27,21        | 1 261     | 38,21     |  |
|           | Théophile Savary        | Républicain modéré | -            | -            | 596       | 18,06     |  |
|           |                         |                    |              |              |           |           |  |
| Inscrits  | Inscrits                | Inscrits           | 4 520        |              | 4 520     |           |  |
| Votants   | Votants                 | Votants            | 3 058        | 67,66        | 3 300     | 73,01     |  |
| Exprimés  | Exprimés                | Exprimés           | 3 041        | 99,44        |           |           |  |

*sortant

#### Canton de Louvigné-du-Désert
|          | Jules Bochin *          | Orléan.      | 1 553 | 60,36 |  |  |  |
|          | Pierre Albert de Dalmas | Bonapartiste | 904   | 35,13 |  |  |  |
|          |                         |              |       |       |  |  |  |
| Inscrits | Inscrits                | Inscrits     | 3 628 |       |  |  |  |
| Votants  | Votants                 | Votants      | 2 573 | 70,92 |  |  |  |
| Exprimés |                         |              |       |       |  |  |  |

*sortant

#### Canton de Saint-Aubin-du-Cormier
|          | Joseph de la Bélinaye * | Légitimiste | 1 573 | 94,99 |  |  |  |
|          |                         |             |       |       |  |  |  |
| Inscrits | Inscrits                | Inscrits    | 2 740 |       |  |  |  |
| Votants  | Votants                 | Votants     | 1 656 | 60,44 |  |  |  |
| Exprimés |                         |             |       |       |  |  |  |

*sortant

#### Canton de Saint-Brice-en-Coglès
|          | Pierre Albert de Dalmas * | Bonapartiste | 1 879 | 90,51 |  |  |  |
|          | Henri de Pommereul        | Légitimiste  | 122   | 5,88  |  |  |  |
|          |                           |              |       |       |  |  |  |
| Inscrits | Inscrits                  | Inscrits     | 3 803 |       |  |  |  |
| Votants  | Votants                   | Votants      | 2 076 | 54,59 |  |  |  |
| Exprimés |                           |              |       |       |  |  |  |

*sortant

### Arrondissement de Vitré

#### Canton de Vitré-Est
|          | Yvan Hay des Nétumières | Légitimiste | 1 487 | 52,90 |  |  |  |
|          | Arthur de La Borderie * | Légitimiste | 1 264 | 44,97 |  |  |  |
|          |                         |             |       |       |  |  |  |
| Inscrits | Inscrits                | Inscrits    | 3 762 |       |  |  |  |
| Votants  | Votants                 | Votants     | 2 811 | 74,72 |  |  |  |
| Exprimés |                         |             |       |       |  |  |  |

*sortant

#### Canton de Vitré-Ouest
|          | Waldeck Lemoyne de La Borderie * | Légitimiste | 1 559 | 53,57 |  |  |  |
|          | Paul le Cardinal de Kernier      | Légitimiste | 1 339 | 46,01 |  |  |  |
|          |                                  |             |       |       |  |  |  |
| Inscrits | Inscrits                         | Inscrits    | 3 403 |       |  |  |  |
| Votants  | Votants                          | Votants     | 2 910 | 85,51 |  |  |  |
| Exprimés |                                  |             |       |       |  |  |  |

*sortant

#### Canton d'Argentré-du-Plessis
- Vincent Audren de Kerdrel (Légitimiste) élu depuis 1867 ne se représente pas.

|          | Henri de Sallier-Dupin | Légitimiste | 2 080 | 93,78 |  |  |  |
|          |                        |             |       |       |  |  |  |
| Inscrits | Inscrits               | Inscrits    | 3 449 |       |  |  |  |
| Votants  | Votants                | Votants     | 2 218 | 64,31 |  |  |  |
| Exprimés |                        |             |       |       |  |  |  |

*sortant

#### Canton de Châteaubourg
- Hippolyte Richelot (Bonapartiste) élu depuis 1856 ne se représente pas.

|          | Guillaume Marin | Légitimiste | 1 243 | 93,53 |  |  |  |
|          |                 |             |       |       |  |  |  |
| Inscrits | Inscrits        | Inscrits    | 2 084 |       |  |  |  |
| Votants  | Votants         | Votants     | 1 329 | 63,77 |  |  |  |
| Exprimés |                 |             |       |       |  |  |  |

*sortant

#### Canton de la Guerche-de-Bretagne
|          | Jean-Marie Heinry | Légitimiste | 1 942 | 97,59 |  |  |  |
|          |                   |             |       |       |  |  |  |
| Inscrits | Inscrits          | Inscrits    | 4 262 |       |  |  |  |
| Votants  | Votants           | Votants     | 1 992 | 46,74 |  |  |  |
| Exprimés |                   |             |       |       |  |  |  |

*sortant

#### Canton de Retiers
François Tortelier (Bonapartiste) élu depuis 1867 ne se représente pas.
|          | Félix Beuscher           | Républicain modéré | 1 378 | 55,97 |  |  |  |
|          | Ernest Courtot de Cissey | Orléan.            | 993   | 40,33 |  |  |  |
|          |                          |                    |       |       |  |  |  |
| Inscrits | Inscrits                 | Inscrits           | 4 031 |       |  |  |  |
| Votants  | Votants                  | Votants            | 2 462 | 61,08 |  |  |  |
| Exprimés |                          |                    |       |       |  |  |  |

*sortant

### Arrondissement de Redon

#### Canton de Redon
|          | Joseph Desmars        | Républicain modéré | 1 088 | 47,33 | 1 464 | 54,10 |  |  |  |  |  |  |
|          | Pierre-Marie Gérard * | Bonapartiste       | 995   | 43,28 | 1 235 | 45,64 |  |  |  |  |  |  |
|          | Louis Thelohan        | Bonapartiste       | 81    | 3,52  |       |       |  |  |  |  |  |  |
| Inscrits | Inscrits              | Inscrits           | 4 248 |       | 4 247 |       |  |  |  |  |  |  |
| Votants  | Votants               | Votants            | 2 299 | 54,12 | 2 706 | 63,71 |  |  |  |  |  |  |
| Exprimés |                       |                    |       |       |       |       |  |  |  |  |  |  |

*sortant

#### Canton de Bain-de-Bretagne
|          | Émile Deluen * | Orléan.  | 1 923 | 95,53 |  |  |  |
|          |                |          |       |       |  |  |  |
| Inscrits | Inscrits       | Inscrits | 4 164 |       |  |  |  |
| Votants  | Votants        | Votants  | 2 013 | 48,34 |  |  |  |
| Exprimés |                |          |       |       |  |  |  |

*sortant

#### Canton de Grand-Fougeray
- Jean Gaultier de Beauvallon (Bonapartiste) élu depuis 1864 ne se représente pas.

| Candidats | Candidats         | Étiquette    | Premier tour | Premier tour | Premier tour | Premier tour |  |
| Candidats | Candidats         | Étiquette    | Voix         | %            | Voix         | %            |  |
| --------- | ----------------- | ------------ | ------------ | ------------ | ------------ | ------------ |  |
|           | Mr Gousselin      | Bonapartiste | 555          | 46,99        | 605          | 45,46        |  |
|           | Alfred de Bréhier | Légitimiste  | 551          | 46,66        | 719          | 54,02        |  |
|           |                   |              |              |              |              |              |  |
| Inscrits  | Inscrits          | Inscrits     | 1 784        |              | 1 783        |              |  |
| Votants   | Votants           | Votants      | 1 181        | 66,20        | 1 331        | 74,65        |  |
| Exprimés  |                   |              |              |              |              |              |  |

*sortant

#### Canton de Guichen
- Paul Bougot (Bonapartiste) élu depuis 1867 ne se représente pas.

|          | Pierre Martin | Républicain modéré | 2 690 | 99,45 |  |  |  |
|          |               |                    |       |       |  |  |  |
| Inscrits | Inscrits      | Inscrits           | 4 255 |       |  |  |  |
| Votants  | Votants       | Votants            | 2 705 | 63,57 |  |  |  |
| Exprimés |               |                    |       |       |  |  |  |

*sortant

#### Canton du Sel-de-Bretagne
- Armand Gaultier de la Guistière (Tiers.P) élu depuis 1864 ne se représente pas.

|          | René Brice | Républicain modéré | 111   | 99,82 |  |  |  |
|          |            |                    |       |       |  |  |  |
| Inscrits | Inscrits   | Inscrits           | 1 619 |       |  |  |  |
| Votants  | Votants    | Votants            | 1 113 | 68,75 |  |  |  |
| Exprimés |            |                    |       |       |  |  |  |

*sortant

#### Canton de Maure-de-Bretagne
|          | Louis de la Vigne | Légitimiste | 1 589 | 98,21 |  |  |  |
|          |                   |             |       |       |  |  |  |
| Inscrits | Inscrits          | Inscrits    | 2 915 |       |  |  |  |
| Votants  | Votants           | Votants     | 1 618 | 55,51 |  |  |  |
| Exprimés |                   |             |       |       |  |  |  |

*sortant

#### Canton de Pipriac
- Albert-Prudent du Bouëxic de la Driennays (Légitimiste) élu depuis 1863 ne se représente pas.

|          | Jean-Baptiste Lelièvre   | Républicain modéré | 1 451 | 58,25 |  |  |  |
|          | Alphonse de Callac       | Bonapartiste       | 578   | 23,20 |  |  |  |
|          | Édouard de Chappedelaine | Légitimiste        | 457   | 18,35 |  |  |  |
|          |                          |                    |       |       |  |  |  |
| Inscrits | Inscrits                 | Inscrits           | 3 748 |       |  |  |  |
| Votants  | Votants                  | Votants            | 2 491 | 66,46 |  |  |  |
| Exprimés |                          |                    |       |       |  |  |  |

*sortant

### Arrondissement de Montfort-sur-Meu

#### Canton de Montfort-sur-Meu
|          | Armand Huchet de Cintré | Légitimiste | 1 296 | 58,20 |  |  |  |
|          | Mr Quily                |             | 646   | 29,01 |  |  |  |
|          | Mr Faisant              |             | 212   | 9,52  |  |  |  |
|          |                         |             |       |       |  |  |  |
| Inscrits | Inscrits                | Inscrits    | 3 908 |       |  |  |  |
| Votants  | Votants                 | Votants     | 2 227 | 56,99 |  |  |  |
| Exprimés |                         |             |       |       |  |  |  |

*sortant

#### Canton de Bécherel
- Louis Simonneau  (Bonapartiste) élu depuis 1864 ne se représente pas.

|          | Louis Poinçon de la Blanchardière Jan de la Hamelinaye | Légitimiste | 1 278 | 64,09 |  |  |  |
|          | Mr Esnault                                             |             | 708   | 35,51 |  |  |  |
|          |                                                        |             |       |       |  |  |  |
| Inscrits | Inscrits                                               | Inscrits    | 2 885 |       |  |  |  |
| Votants  | Votants                                                | Votants     | 1 994 | 69,12 |  |  |  |
| Exprimés |                                                        |             |       |       |  |  |  |

*sortant

#### Canton de Montauban-de-Bretagne
- Gabriel Corbes  (Bonapartiste) élu depuis 1870 ne se représente pas.

| Candidats | Candidats                    | Étiquette    | Premier tour | Premier tour | Ballotage | Ballotage |  |
| Candidats | Candidats                    | Étiquette    | Voix         | %            | Voix      | %         |  |
| --------- | ---------------------------- | ------------ | ------------ | ------------ | --------- | --------- |  |
|           | Paul de Guéheneuc de Boishüe | Légitimiste  | 916          | 47,22        | 1 152     | 55,09     |  |
|           | Ange Trouëssard              | Bonapartiste | 848          | 43,71        | 931       | 44,52     |  |
|           |                              |              |              |              |           |           |  |
| Inscrits  | Inscrits                     | Inscrits     | 2 490        |              | 2 490     |           |  |
| Votants   | Votants                      | Votants      | 1 940        | 77,91        | 2 091     | 83,98     |  |
| Exprimés  |                              |              |              |              |           |           |  |

*sortant

#### Canton de Plélan-le-Grand
|          | Edmond Duval * | Bonapartiste | 2 043 | 95,65 |  |  |  |
|          |                |              |       |       |  |  |  |
| Inscrits | Inscrits       | Inscrits     | 3 840 |       |  |  |  |
| Votants  | Votants        | Votants      | 2 136 | 55,63 |  |  |  |
| Exprimés |                |              |       |       |  |  |  |

*sortant

#### Canton de Saint-Méen-le-Grand
- François Roumain de la Touche (Bonapartiste) élu depuis 1853 ne se représente pas.

|          | Léonard Drouet de Montgermont | Légitimiste      | 1 072 | 99,72 |  |  |  |
|          | Isidore Guérin                | Bonapartiste (*) | 691   | 30,55 |  |  |  |
|          |                               |                  |       |       |  |  |  |
| Inscrits | Inscrits                      | Inscrits         | 3 058 |       |  |  |  |
| Votants  | Votants                       | Votants          | 2 262 | 73,97 |  |  |  |
| Exprimés |                               |                  |       |       |  |  |  |

*sortant

## Résultats pour les conseils d'arrondissements

### Arrondissement de Rennes

#### Canton de Rennes-Nord-Est
| Candidats | Candidats    | Étiquette          | Premier tour | Premier tour | Ballotage | Ballotage |  |
| Candidats | Candidats    | Étiquette          | Voix         | %            | Voix      | %         |  |
| --------- | ------------ | ------------------ | ------------ | ------------ | --------- | --------- |  |
|           | Mr Goguet    | Républicain modéré | 726          | 100,00       | 168       | 89,36     |  |
|           | Charles René |                    | 20           | 10,64        |           |           |  |
|           |              |                    |              |              |           |           |  |
| Inscrits  | Inscrits     | Inscrits           | 5 161        |              | 5 161     |           |  |
| Votants   | Votants      | Votants            | 726          | 14,07        | 188       | 3,64      |  |
| Exprimés  | Exprimés     | Exprimés           | 726          | 100,00       | 188       | 100,00    |  |

*sortant
- Ces élections sont annulées car plusieurs bureaux de votes n'ont pas ouvert pour le scrutin de ballotage (La Chapelle-des-Fougeretz par exemple).

Une nouvelle élection est organisée le 14 janvier 1872.
| Candidats | Candidats | Étiquette          | Premier tour | Premier tour | Ballotage | Ballotage |  |
| Candidats | Candidats | Étiquette          | Voix         | %            | Voix      | %         |  |
| --------- | --------- | ------------------ | ------------ | ------------ | --------- | --------- |  |
|           | Mr Goguet | Républicain modéré | 747          | 99,20        | 166       | 98,81     |  |
|           |           |                    |              |              |           |           |  |
| Inscrits  | Inscrits  | Inscrits           | 5 161        |              | 5 161     |           |  |
| Votants   | Votants   | Votants            | 753          | 14,59        | 168       | 3,26      |  |
| Exprimés  | Exprimés  | Exprimés           | 747          | 99,20        | 166       | 98,81     |  |

*sortant

#### Canton de Rennes-Nord-Ouest
- Eugène Pinault et Achille Jouaust sont candidat pour le conseil général et non le conseil d'arrondissement.

|          | Mr Hédou        |                    | 1 654 | 84,13 |  |  |  |
|          | Eugène Pinault  | Centre gauche      | 204   | 10,38 |  |  |  |
|          | Achille Jouaust | Républicain modéré | 85    | 4,32  |  |  |  |
|          |                 |                    |       |       |  |  |  |
| Inscrits | Inscrits        | Inscrits           | 5 439 |       |  |  |  |
| Votants  | Votants         | Votants            | 1 966 | 36,15 |  |  |  |
| Exprimés | Exprimés        | Exprimés           | 1 943 | 98,83 |  |  |  |

*sortant

#### Canton de Rennes-Sud-Est
|          | Louis Escolan |          | 1 202 | 75,03 |  |  |  |
|          |               |          |       |       |  |  |  |
| Inscrits | Inscrits      | Inscrits | 4 577 |       |  |  |  |
| Votants  | Votants       | Votants  | 1 602 | 35,00 |  |  |  |
| Exprimés | Exprimés      | Exprimés | 1 202 | 75,03 |  |  |  |

*sortant

#### Canton de Rennes-Sud-Ouest
- Aucun candidat ne s'est manifesté pour cette élection, ni au premier tour, ni au ballotage. Elle est donc annulée.

| Candidats | Candidats                      | Étiquette | Premier tour | Premier tour | Ballotage | Ballotage |  |
| Candidats | Candidats                      | Étiquette | Voix         | %            | Voix      | %         |  |
| --------- | ------------------------------ | --------- | ------------ | ------------ | --------- | --------- |  |
|           | Auguste de La Motte du Portail |           | 9            | 33,33        | 129       | 83,23     |  |
|           | Louis Escolan                  |           | 6            | 22,22        |           |           |  |
|           | Mr Hédou                       |           | 6            | 22,22        |           |           |  |
|           | Mr Maugère                     |           | 6            | 22,22        |           |           |  |
|           | Mr Guimont                     |           | -            | -            | 17        | 10,97     |  |
|           | Mr Pamé                        |           | -            | -            | 9         | 5,81      |  |
|           |                                |           |              |              |           |           |  |
| Inscrits  | Inscrits                       | Inscrits  | 4 704        |              | 4 704     |           |  |
| Votants   | Votants                        | Votants   | 27           | 0,57         | 155       | 3,30      |  |
| Exprimés  | Exprimés                       | Exprimés  | 27           | 100,00       | 155       | 100,00    |  |

*sortant
- Une nouvelle élection est organisée comme personne n'a candidaté. Elle se tient le 14 janvier 1872.

|          | Auguste de La Motte du Portail | Légitimiste        | 1 419 | 88,47 |  |  |  |
|          | Mr Gautier                     |                    | 158   | 9,85  |  |  |  |
|          | Mr Goguet                      | Républicain modéré | 8     | 0,50  |  |  |  |
|          |                                |                    |       |       |  |  |  |
| Inscrits | Inscrits                       | Inscrits           | 4 680 |       |  |  |  |
| Votants  | Votants                        | Votants            | 1 614 | 34,49 |  |  |  |
| Exprimés | Exprimés                       | Exprimés           | 1 604 | 99,38 |  |  |  |

*sortant

#### Canton de Châteaugiron
|          | Léon Launay      | Union républicaine | 1 435 | 78,20 |  |  |  |
|          | Auguste Marchand | Bonapartiste       | 391   | 21,31 |  |  |  |
|          |                  |                    |       |       |  |  |  |
| Inscrits | Inscrits         | Inscrits           | 2 819 |       |  |  |  |
| Votants  | Votants          | Votants            | 1 882 | 66,76 |  |  |  |
| Exprimés | Exprimés         | Exprimés           | 1 835 | 97,50 |  |  |  |

*sortant

#### Canton de Hédé
- Simon Brasseur malgré ses 69,21% (634 voix) des suffrages n'obtient pas le quart des inscrits (673), un ballotage doit donc avoir lieu.

| Candidats | Candidats      | Étiquette | Premier tour | Premier tour | Ballotage | Ballotage |  |
| Candidats | Candidats      | Étiquette | Voix         | %            | Voix      | %         |  |
| --------- | -------------- | --------- | ------------ | ------------ | --------- | --------- |  |
|           | Simon Brasseur |           | 634          | 69,21        | 463       | 90,08     |  |
|           | Mr Hulaud      |           | 97           | 10,58        | 11        | 2,14      |  |
|           | Mr Louazel     |           | 86           | 9,39         | 11        | 2,14      |  |
|           | Mr Grignon     |           | 59           | 6,44         | 23        | 4,48      |  |
|           | Mr de La Vigne |           | 28           | 3,06         |           |           |  |
|           |                |           |              |              |           |           |  |
| Inscrits  | Inscrits       | Inscrits  | 2 689        |              | 2 689     |           |  |
| Votants   | Votants        | Votants   | 926          | 34,44        | 514       | 19,12     |  |
| Exprimés  | Exprimés       | Exprimés  | 916          | 98,92        | 514       | 100,00    |  |

*sortant

#### Canton de Janzé
|          | Benjamin Gilbert |          | 1 948 | 97,16 |  |  |  |
|          |                  |          |       |       |  |  |  |
| Inscrits | Inscrits         | Inscrits | 3 568 |       |  |  |  |
| Votants  | Votants          | Votants  | 2 005 | 56,19 |  |  |  |
| Exprimés | Exprimés         | Exprimés | 1 948 | 97,16 |  |  |  |

*sortant

#### Canton de Liffré
|          | Mr Lemoine |          | 1 361 | 94,19 |  |  |  |
|          |            |          |       |       |  |  |  |
| Inscrits | Inscrits   | Inscrits | 3 038 |       |  |  |  |
| Votants  | Votants    | Votants  | 1 445 | 47,56 |  |  |  |
| Exprimés | Exprimés   | Exprimés | 1361  | 94,19 |  |  |  |

*sortant

#### Canton de Mordelles
- Alphonse Marçais-Martin est candidat pour le conseil général.

|          | Olivier Rouault         | Républicain modéré | 607   | 83,04 |  |  |  |
|          | Alphonse Marçais-Martin | Républicain modéré | 24    | 3,28  |  |  |  |
|          |                         |                    |       |       |  |  |  |
| Inscrits | Inscrits                | Inscrits           | 1 868 |       |  |  |  |
| Votants  | Votants                 | Votants            | 731   | 39,13 |  |  |  |
| Exprimés | Exprimés                | Exprimés           | 631   | 86,32 |  |  |  |

*sortant

#### Canton de Saint-Aubin-d'Aubigné
|          | Victor Prioul |          | 2 503 | 97,97 |  |  |  |
|          |               |          |       |       |  |  |  |
| Inscrits | Inscrits      | Inscrits | 4 161 |       |  |  |  |
| Votants  | Votants       | Votants  | 2 555 | 61,40 |  |  |  |
| Exprimés | Exprimés      | Exprimés | 2 503 | 97,97 |  |  |  |

*sortant

### Arrondissement de Saint-Malo

#### Canton de Saint-Malo-Nord
|          | Malo Gilbert | Libéral conservateur | 1 262 | 92,93 |  |  |  |
|          |              |                      |       |       |  |  |  |
| Inscrits | Inscrits     | Inscrits             | 2 848 |       |  |  |  |
| Votants  | Votants      | Votants              | 1 358 | 47,68 |  |  |  |
| Exprimés | Exprimés     | Exprimés             | 1 335 | 98,31 |  |  |  |

*sortant

#### Canton de Cancale
| Candidats | Candidats           | Étiquette          | Premier tour | Premier tour | Ballotage | Ballotage |  |
| Candidats | Candidats           | Étiquette          | Voix         | %            | Voix      | %         |  |
| --------- | ------------------- | ------------------ | ------------ | ------------ | --------- | --------- |  |
|           | Antoine Cotarmanach | Républicain modéré | 1 175        | 48,96        | 1 425     | 51,63     |  |
|           | Jean Gandeul        |                    | 1 077        | 44,88        | 1 312     | 47,54     |  |
|           |                     |                    |              |              |           |           |  |
| Inscrits  | Inscrits            | Inscrits           | 4 271        |              | 4 271     |           |  |
| Votants   | Votants             | Votants            | 2 484        | 58,16        | 2 785     | 65,21     |  |
| Exprimés  | Exprimés            | Exprimés           | ~2 400       | 96,62        | 2 760     | 99,10     |  |

*sortant

#### Canton de Châteauneuf-d'Ille-et-Vilaine
| Candidats | Candidats                  | Étiquette   | Premier tour | Premier tour | Ballotage | Ballotage |  |
| Candidats | Candidats                  | Étiquette   | Voix         | %            | Voix      | %         |  |
| --------- | -------------------------- | ----------- | ------------ | ------------ | --------- | --------- |  |
|           | Gustave Gouyon de Beaufort | Légitimiste | 1 173        | 49,24        | 1 185     | 54,26     |  |
|           | Adolphe Surcouf            |             | 1 007        | 42,28        | 989       | 45,28     |  |
|           |                            |             |              |              |           |           |  |
| Inscrits  | Inscrits                   | Inscrits    | 3 373        |              | 3 373     |           |  |
| Votants   | Votants                    | Votants     | 2 382        | 70,62        | 2 177     | 64,54     |  |
| Exprimés  | Exprimés                   | Exprimés    | 2 382        | 100,00       | 2 174     | 99,86     |  |

*sortant

#### Canton de Combourg
- Joseph Letourneux malgré 61,62% (427 voix) n'obtient pas un quart des inscrits (844 voix). Un ballotage est donc nécessaire.

|           | Joseph Letourneux         | Républicain modéré | 427   | 61,62  | 297   | 29,29  |  |
|           | Marc Guéhéneuc de Boishue | Légitimiste        | 107   | 15,44  | 662   | 65,29  |  |
|           |                           |                    |       |        |       |        |  |
| Inscrits  | Inscrits                  | Inscrits           | 4 311 |        | 4 311 |        |  |
| Votants   | Votants                   | Votants            | 693   | 16,08  | 1 014 | 23,52  |  |
| Exprimés  | Exprimés                  | Exprimés           | 693   | 100,00 | 1 014 | 100,00 |  |
| * Sortant |                           |                    |       |        |       |        |  |

#### Canton de Dol-de-Bretagne
|          | Guillaume Lefeuvre | Républicain modéré | 2 375 | 98,43 |  |  |  |
|          |                    |                    |       |       |  |  |  |
| Inscrits | Inscrits           | Inscrits           | 4 530 |       |  |  |  |
| Votants  | Votants            | Votants            | 2 413 | 53,27 |  |  |  |
| Exprimés | Exprimés           | Exprimés           | 2 402 | 99,54 |  |  |  |

*sortant

#### Canton de Pleine-Fougères
|          | Mathurin Plainfossé de Hauteville | Bonapartiste       | 1 317 | 60,89  |  |  |  |
|          | Pierre Flaux                      | Républicain modéré | 842   | 38,93  |  |  |  |
|          |                                   |                    |       |        |  |  |  |
| Inscrits | Inscrits                          | Inscrits           | 4 255 |        |  |  |  |
| Votants  | Votants                           | Votants            | 2 163 | 50,83  |  |  |  |
| Exprimés | Exprimés                          | Exprimés           | 2 163 | 100,00 |  |  |  |

*sortant

#### Canton de Dinard
| Candidats | Candidats      | Étiquette    | Premier tour | Premier tour | Ballotage | Ballotage |  |
| Candidats | Candidats      | Étiquette    | Voix         | %            | Voix      | %         |  |
| --------- | -------------- | ------------ | ------------ | ------------ | --------- | --------- |  |
|           | Henry Touchet  | Bonapartiste | 769          | 46,30        | 908       | 59,82     |  |
|           | Mr Brunard     |              | 571          | 34,38        | 610       | 40,18     |  |
|           | Mr Saint-Simon |              | 298          | 17,94        |           |           |  |
|           | Mr Dugourlay   |              | 63           | 3,79         |           |           |  |
|           |                |              |              |              |           |           |  |
| Inscrits  | Inscrits       | Inscrits     | 3 287        |              | 3 287     |           |  |
| Votants   | Votants        | Votants      | 1 674        | 50,93        | 1 519     | 46,21     |  |
| Exprimés  | Exprimés       | Exprimés     | 1 674        | 100,00       | 1 518     | 99,93     |  |

*sortant

#### Canton de Saint-Malo-Sud
|          | François Lenormand | Républicain modéré | 1 410 | 90,21 |  |  |  |
|          |                    |                    |       |       |  |  |  |
| Inscrits | Inscrits           | Inscrits           | 3 863 |       |  |  |  |
| Votants  | Votants            | Votants            | 1 563 | 40,46 |  |  |  |
| Exprimés | Exprimés           | Exprimés           | 1 561 | 99,87 |  |  |  |

*sortant

#### Canton de Tinténiac
|          | Alexandre Robiou | Centre gauche | 2 073 | 97,92 |  |  |  |
|          |                  |               |       |       |  |  |  |
| Inscrits | Inscrits         | Inscrits      | 3 009 |       |  |  |  |
| Votants  | Votants          | Votants       | 2 117 | 70,36 |  |  |  |
| Exprimés | Exprimés         | Exprimés      | 2 073 | 97,92 |  |  |  |

*sortant

### Arrondissement de Fougères-Vitré

#### Canton de Fougères-Nord
- Il y a deux élus pour ce canton.

En effet, il doit y avoir au moins neuf conseillers par arrondissement, celui de Fougères n'en comptant que six, trois sièges sont ajoutés aux cantons les plus peuplés.
|          | Arthur Leclerc | Légitimiste | 2 378 | 86,60  |  |  |  |
|          | Isidore Lalloy | Légitimiste | 2 183 | 79,50  |  |  |  |
|          |                |             |       |        |  |  |  |
| Inscrits | Inscrits       | Inscrits    | 3 792 |        |  |  |  |
| Votants  | Votants        | Votants     | 2 746 | 72,42  |  |  |  |
| Exprimés | Exprimés       | Exprimés    | 2 746 | 100,00 |  |  |  |

*sortant

#### Canton de Fougères-Sud
|          | Prosper Fécelier |          | 1 554 | 88,40 |  |  |  |
|          |                  |          |       |       |  |  |  |
| Inscrits | Inscrits         | Inscrits | 3 225 |       |  |  |  |
| Votants  | Votants          | Votants  | 1 758 | 54,53 |  |  |  |
| Exprimés | Exprimés         | Exprimés | 1 692 | 96,25 |  |  |  |

*sortant

#### Canton de Val-Couesnon
- Deux conseillers sont à élire pour ce canton.

|          | Charles Voisin    |              | 1 873 | 61,53 |  |  |  |
|          | Gilles Bocher     | Bonapartiste | 1 663 | 54,63 |  |  |  |
|          | Mr Auger (père)   |              | 919   | 30,19 |  |  |  |
|          | Mr Delarue (fils) |              | 766   | 25,16 |  |  |  |
|          |                   |              |       |       |  |  |  |
| Inscrits | Inscrits          | Inscrits     | 4 520 |       |  |  |  |
| Votants  | Votants           | Votants      | 3 058 | 67,66 |  |  |  |
| Exprimés | Exprimés          | Exprimés     | 3 044 | 99,54 |  |  |  |

*sortant

#### Canton de Louvigné-du-Désert
|          | René Gourdel |          | 2 128 | 84,08  |  |  |  |
|          |              |          |       |        |  |  |  |
| Inscrits | Inscrits     | Inscrits | 3 628 |        |  |  |  |
| Votants  | Votants      | Votants  | 2 531 | 69,76  |  |  |  |
| Exprimés | Exprimés     | Exprimés | 2 531 | 100,00 |  |  |  |

*sortant

#### Canton de Saint-Aubin-du-Cormier
|          | Alexandre Duver        | Orléaniste | 955   | 56,78  |  |  |  |
|          | Pierre-François Soujis |            | 681   | 40,49  |  |  |  |
|          | Mr Auger               |            | 18    | 1,07   |  |  |  |
|          |                        |            |       |        |  |  |  |
| Inscrits | Inscrits               | Inscrits   | 2 800 |        |  |  |  |
| Votants  | Votants                | Votants    | 1 682 | 60,07  |  |  |  |
| Exprimés | Exprimés               | Exprimés   | 1 682 | 100,00 |  |  |  |

*sortant

#### Canton de Saint-Brice-en-Coglès
- Deux conseillers sont à élire dans ce canton.

|          | Jean-Marie Duval |          | 1 940 | 95,61  |  |  |  |
|          | Auguste Deroyer  |          | 1 938 | 95,52  |  |  |  |
|          |                  |          |       |        |  |  |  |
| Inscrits | Inscrits         | Inscrits | 3 803 |        |  |  |  |
| Votants  | Votants          | Votants  | 2 029 | 53,35  |  |  |  |
| Exprimés | Exprimés         | Exprimés | 2 029 | 100,00 |  |  |  |

*sortant

### Arrondissement de Vitré

#### Canton de Vitré-Ouest
|          | Édouard Rupin | Légitimiste fusionniste | 2 214 | 94,98 |  |  |  |
|          |               |                         |       |       |  |  |  |
| Inscrits | Inscrits      | Inscrits                | 3 382 |       |  |  |  |
| Votants  | Votants       | Votants                 | 2 331 | 68,92 |  |  |  |
| Exprimés | Exprimés      | Exprimés                | 2 272 | 97,47 |  |  |  |

*sortant

#### Canton de Vitré-Est
- Deux conseillers sont à élire dans ce canton.

| Candidats | Candidats                      | Étiquette               | Premier tour | Premier tour | Ballotage | Ballotage |  |
| Candidats | Candidats                      | Étiquette               | Voix         | %            | Voix      | %         |  |
| --------- | ------------------------------ | ----------------------- | ------------ | ------------ | --------- | --------- |  |
|           | Anatole de Berthois            | Légitimiste fusionniste | 1 508        | 71,44        |           |           |  |
|           | Jules Chevalier de La Teillais | Conservateur            | 1 015        | 48,08        | 527       | 76,49     |  |
|           |                                |                         |              |              |           |           |  |
| Inscrits  | Inscrits                       | Inscrits                | 3 762        |              | 3 762     |           |  |
| Votants   | Votants                        | Votants                 | 2 111        | 56,11        | 691       | 18,37     |  |
| Exprimés  | Exprimés                       | Exprimés                | 2 111        | 100,00       | 689       | 99,71     |  |

*sortant

#### Canton d'Argentré-du-Plessis
|          | Victor Orhant | Conservateur | 2 168 | 94,96 |  |  |  |
|          |               |              |       |       |  |  |  |
| Inscrits | Inscrits      | Inscrits     | 3 449 |       |  |  |  |
| Votants  | Votants       | Votants      | 2 229 | 64,63 |  |  |  |
| Exprimés | Exprimés      | Exprimés     | 2 202 | 98,79 |  |  |  |

*sortant

#### Canton de Châteaubourg
|          | Paul Dubourg | Monarchiste | 1 263 | 96,56 |  |  |  |
|          |              |             |       |       |  |  |  |
| Inscrits | Inscrits     | Inscrits    | 2 084 |       |  |  |  |
| Votants  | Votants      | Votants     | 1 308 | 62,76 |  |  |  |
| Exprimés | Exprimés     | Exprimés    | 1 263 | 96,56 |  |  |  |

*sortant

#### Canton de la Guerche-de-Bretagne
- Deux conseillers sont à élire dans ce canton.

|          | Raoul Doussault du Breil | Légitimiste | 1 941 | 97,49  |  |  |  |
|          | Évariste Dutertre        | Légitimiste | 1 919 | 96,38  |  |  |  |
|          |                          |             |       |        |  |  |  |
| Inscrits | Inscrits                 | Inscrits    | 4 262 |        |  |  |  |
| Votants  | Votants                  | Votants     | 1 989 | 46,67  |  |  |  |
| Exprimés | Exprimés                 | Exprimés    | 1 989 | 100,00 |  |  |  |

*sortant

#### Canton de Retiers
- Deux conseillers sont à élire pour ce canton.

|          | Aristide Barbe-Minière | Centre gauche      | 1 882 | 80,50  |  |  |  |
|          | Théophile Daussy       | Républicain modéré | 1 839 | 78,66  |  |  |  |
|          |                        |                    |       |        |  |  |  |
| Inscrits | Inscrits               | Inscrits           | 4 031 |        |  |  |  |
| Votants  | Votants                | Votants            | 2 079 | 51,58  |  |  |  |
| Exprimés | Exprimés               | Exprimés           | 2 079 | 100,00 |  |  |  |

*sortant

### Arrondissement de Redon

#### Canton de Redon
- Pas de PV conservés aux Archives départementales.
- Deux conseillers sont à élire dans ce canton.
- Sont élus MM Blanche et Louis Gautier.

#### Canton de Bain-de-Bretagne
- Pas de PV conservés aux Archives départementales.
- Deux conseillers sont à élire dans ce canton.
- Sont élus MM Renaudet MM David.

#### Canton de Grand-Fougeray
- Pas de PV conservés aux Archives départementales.
- Est élu François-René Bily.

#### Canton de Guichen
- Pas de PV conservés aux Archives départementales.
- Est élu Joseph Boutin.

#### Canton du Sel-de-Bretagne
- Pas de PV conservés aux Archives départementales.
- Est élu Jacques Gastel.

#### Canton de Maure-de-Bretagne
- Pas de PV conservés aux Archives départementales.
- Est élu François Barbotin (Légitimiste).

#### Canton de Pipriac
- Seul le PV du ballotage est conservé.

| Candidats | Candidats         | Étiquette | Premier tour | Premier tour | Ballotage | Ballotage |  |
| Candidats | Candidats         | Étiquette | Voix         | %            | Voix      | %         |  |
| --------- | ----------------- | --------- | ------------ | ------------ | --------- | --------- |  |
|           | François Legendre |           |              |              | 1 262     | 88,62     |  |
|           |                   |           |              |              |           |           |  |
| Inscrits  | Inscrits          | Inscrits  | 3 607        |              | 3 607     |           |  |
| Votants   | Votants           | Votants   |              |              | 1 424     | 39,48     |  |
| Exprimés  | Exprimés          | Exprimés  |              |              | 1 423     | 99,93     |  |

*sortant

### Arrondissement de Montfort-sur-Meu

#### Canton de Montfort-sur-Meu
- Pas de PV conservés aux Archives départementales.
- Deux conseillers sont à élire dans ce canton.
- Sont élus Armand Porteu de la Morandière et Anger de Kernisan.

#### Canton de Bécherel
- Seul le PV du ballotage est conservé.

| Candidats | Candidats            | Étiquette | Premier tour | Premier tour | Ballotage | Ballotage |  |
| Candidats | Candidats            | Étiquette | Voix         | %            | Voix      | %         |  |
| --------- | -------------------- | --------- | ------------ | ------------ | --------- | --------- |  |
|           | Ludovic de La Forest |           |              |              | 395       | 69,30     |  |
|           | Mr Commeureuc        |           |              |              | 305       | 53,51     |  |
|           |                      |           |              |              |           |           |  |
| Inscrits  | Inscrits             | Inscrits  | 2 885        |              | 2 885     |           |  |
| Votants   | Votants              | Votants   |              |              | 570       | 19,76     |  |
| Exprimés  | Exprimés             | Exprimés  |              |              | 533       | 93,51     |  |

*sortant

#### Canton de Montauban-de-Bretagne
- Pas de PV conservés aux Archives départementales.
- Est élu Jean-Baptiste Codet.

#### Canton de Plélan-le-Grand
- Pas de PV conservés aux Archives départementales.
- Deux conseillers sont à élire dans ce canton.
- Sont élus Valentin Rawle et François Aubry.

#### Canton de Saint-Méen-le-Grand
- Pas de PV conservés aux Archives départementales.
- Deux conseillers sont à élire dans ce canton.
- Sont élus MM Bellouard et Desbois.